# دير إبرآخ
دير إبرآخ (بالألمانية: Kloster Ebrach) هو دير سيسترسية سابق في إبرآخ، فرانكونيا العليا، بافاريا، ألمانيا.
يُستخدم الآن كمؤسسة للجناة الشباب.

## تاريخ
تأسس الدير في بداية القرن الثاني عشر، تم حل الدير خلال العلمنة في عام 1803 من قبل الجيوش النابليونية. وبذلك تحوّلت مباني الدير إلى سجن، لا يزال قائما حتى اليوم.

## صور

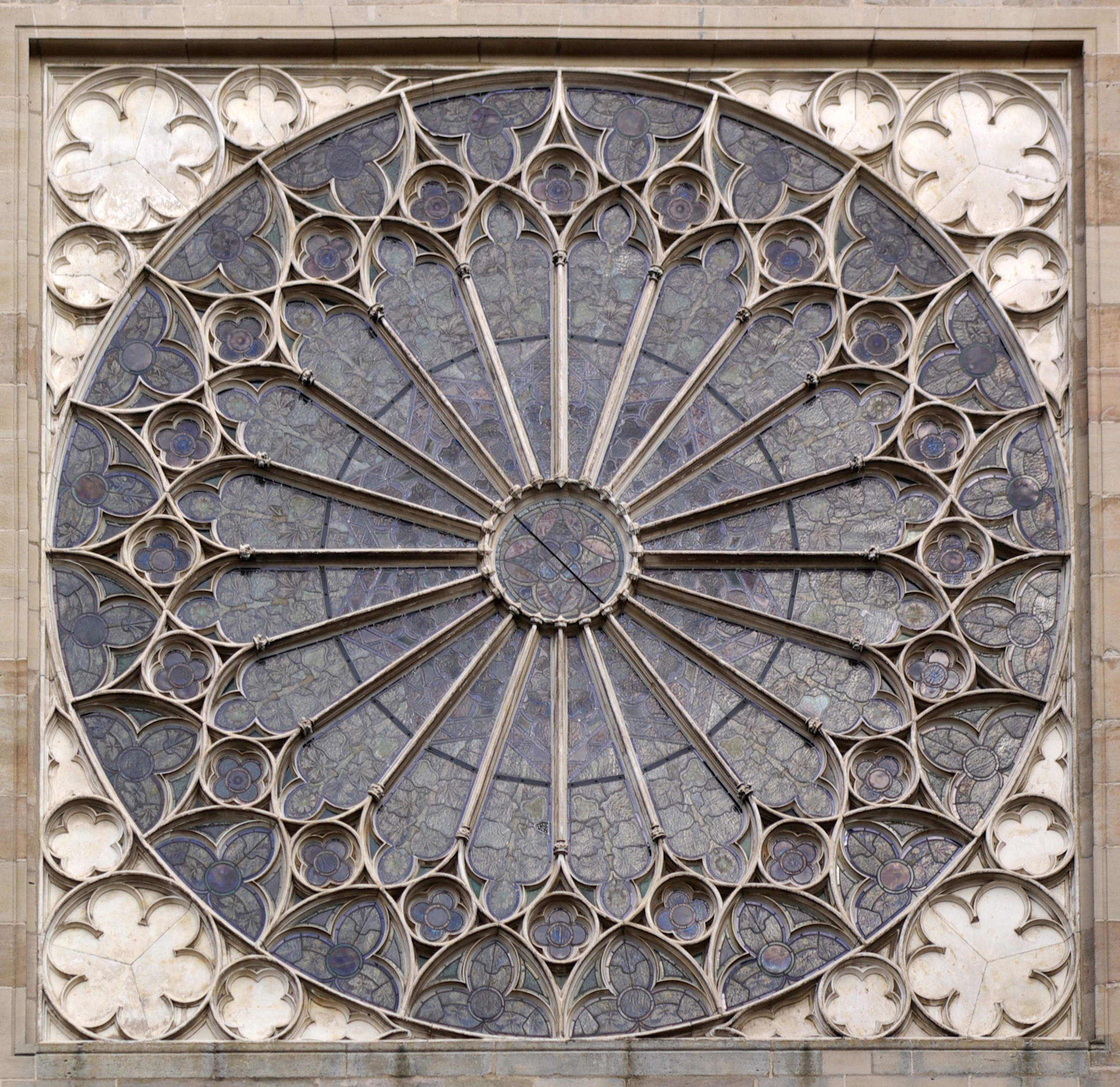
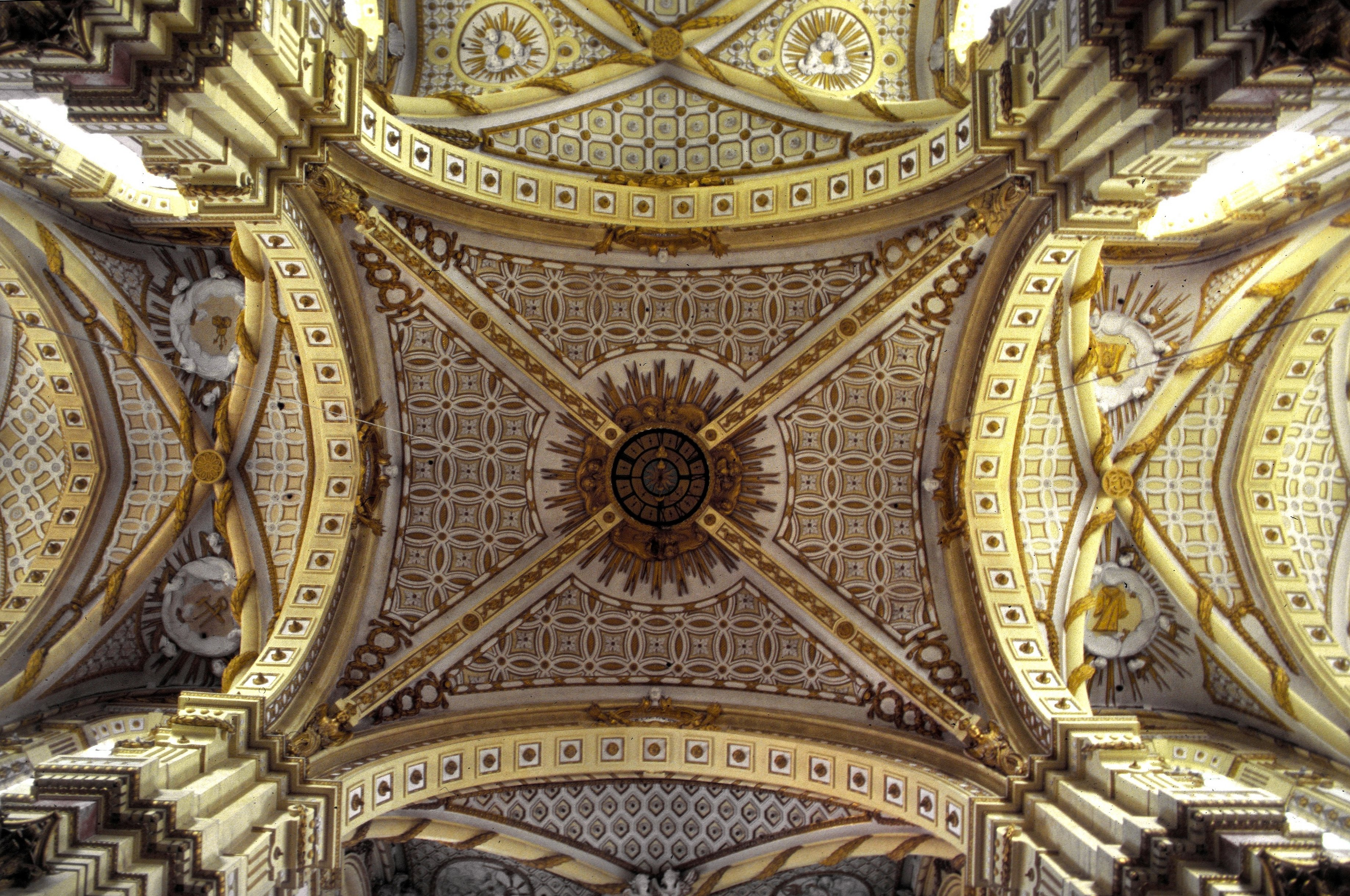
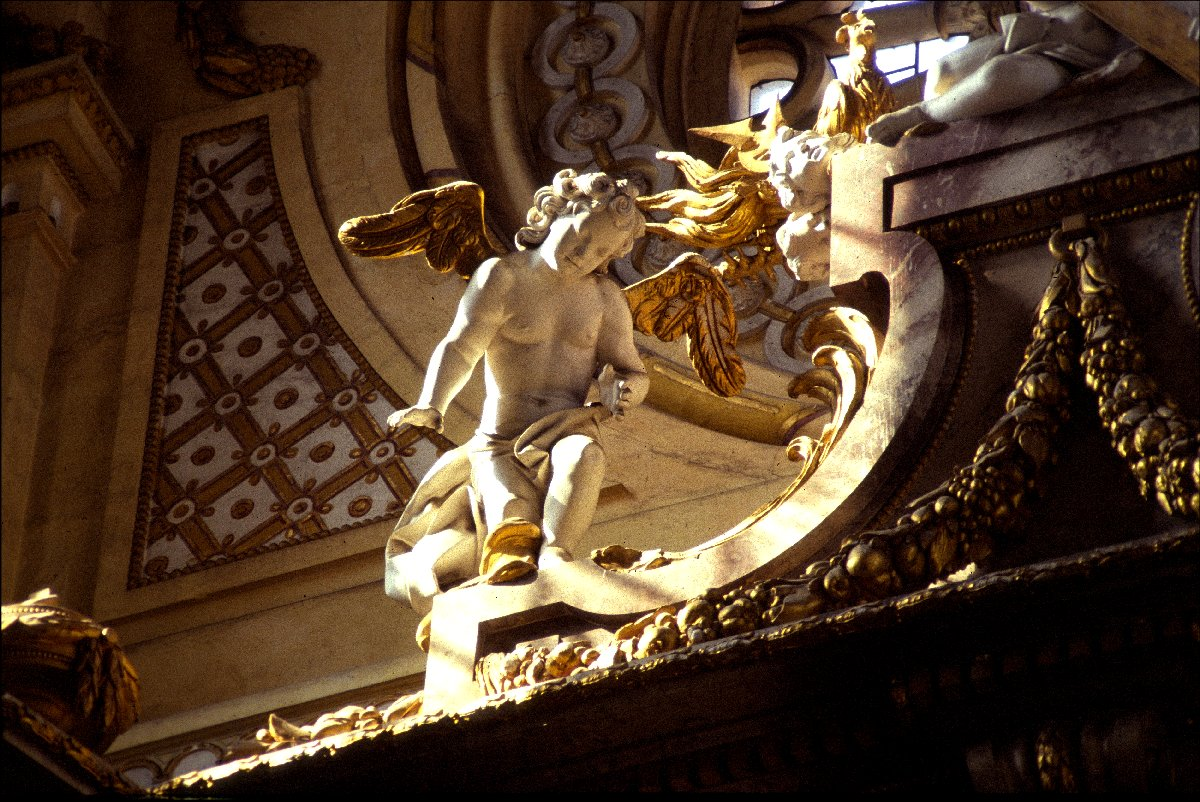
تمثال ملاك
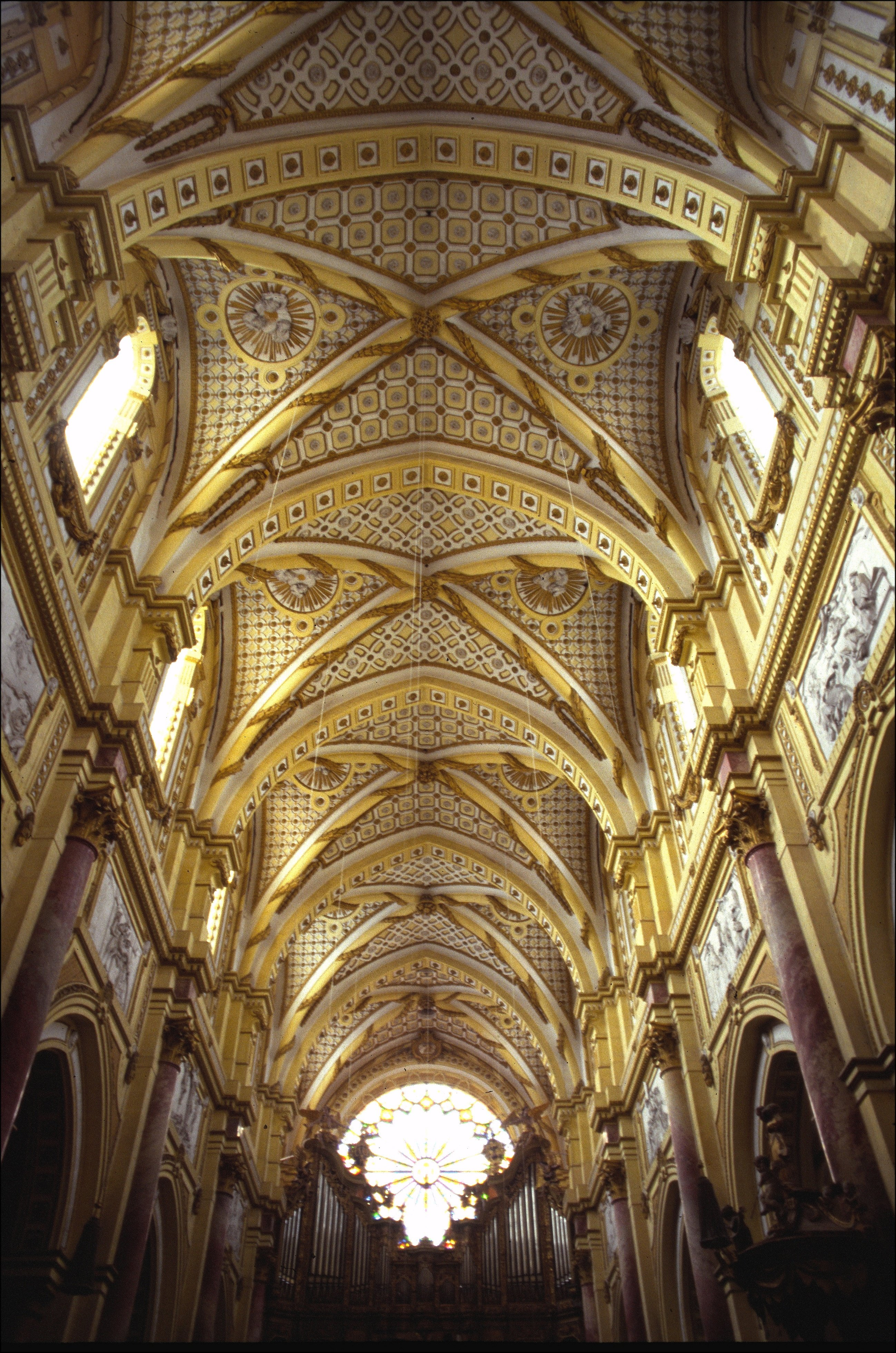
سقف الدير

## روابط خارجية
- (بالألمانية)

```
Klöster in Bayern: Ebrach
```

- (بالألمانية)

```
Ebrach Prison, Bayerisches Justizportal
```